# Nuno Daniel Costeira Valente
Nuno Daniel Costeira Valente (sinh ngày 22 tháng 11 năm 1991 ở Adaúfe, Braga) là một cầu thủ bóng đá người Bồ Đào Nha thi đấu cho F.C. Arouca ở vị trí tiền vệ.